# انكسار (خواص المواد)

الانكسار هو انفصال موضعي لجسم أو مادة إلى قطعتين أو أكثر تحت تأثير الإجهاد. وتستخدم كلمة كسر في عدة ميادين مثل كسر عظام المخلوقات الحية أو البلورات أو المواد البلورية مثل الأحجار الكريمة أو الفلزات. وقد تنكسر البلورات في المواد البلورية أحيانا دون أن ينفصل الجسم إلى قطعتين أو أكثر. و بحسب نوع المادة المكسورة فإن الانكسار ينقص من مقاومة المادة أو يثبط من انتقال الضوء عبرها (البلورات البصرية).
إن الفهم المفصل لكيفية حدوث الانكسار في المواد يكون بدراسة ميكانيكا الانكسار.

## أنماط الانكسار

### الانكسار القصف

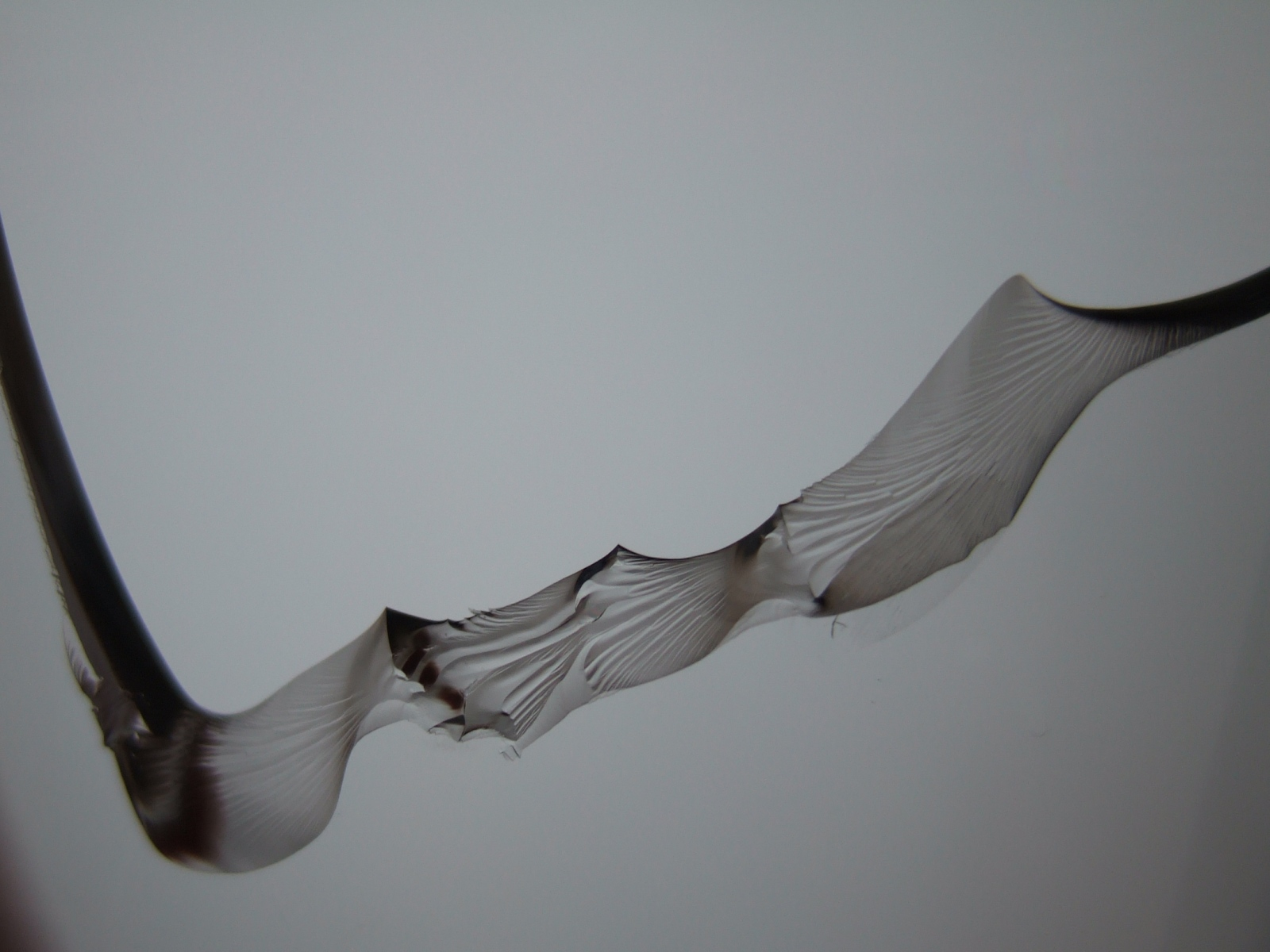
انكسار قصف في الزجاج.

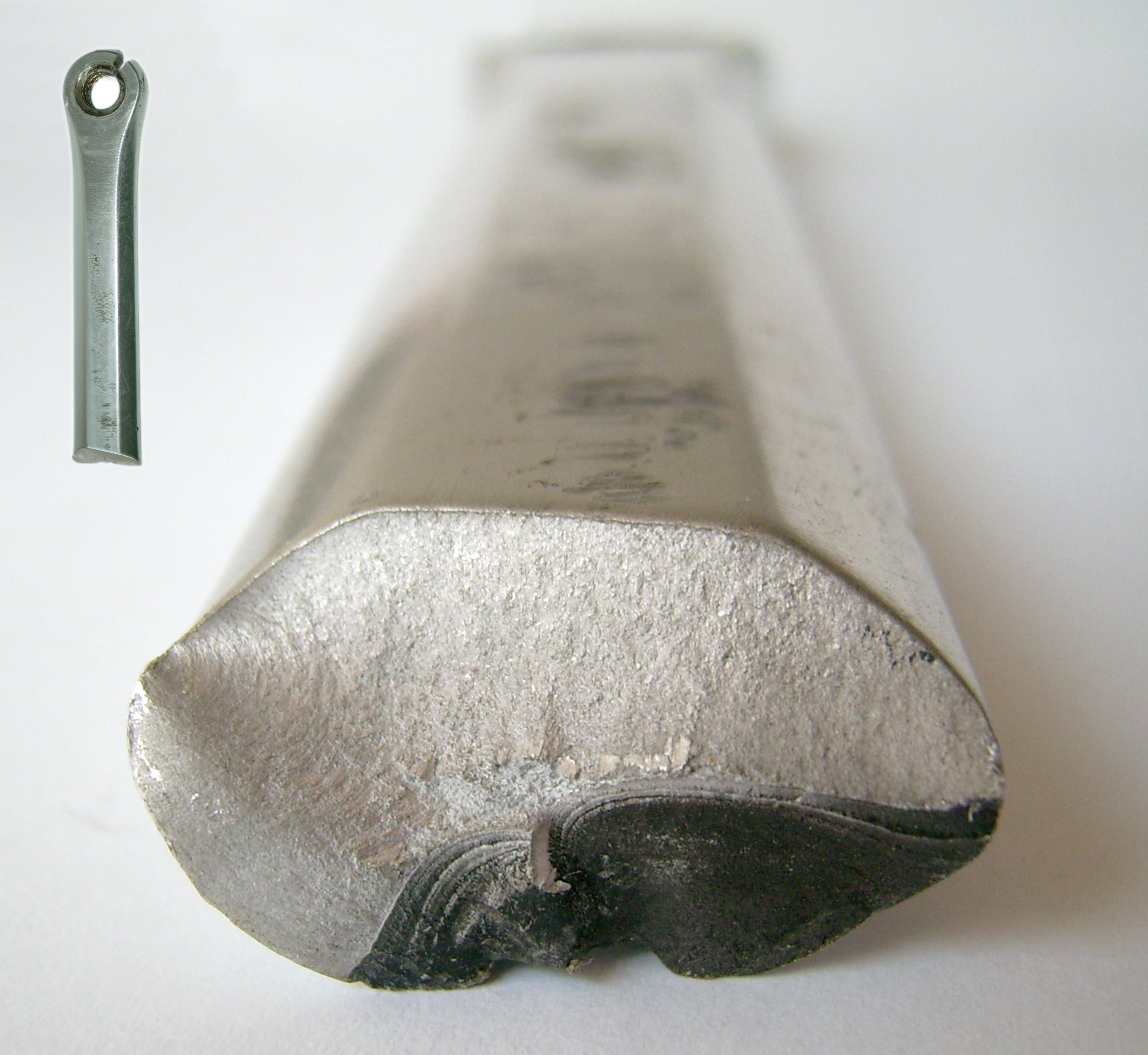
انكسار في ذراع العمود المرفقي المصنوع من الألمنيوم. اللون الفاتح: انكسار قصف، واللون الداكن:انكسار بالتعب.

في الانكسار القصف لا يحدث أي تشوه لدن مميز قبل الكسر. ويمكن للانكسار في المواد البلورية القصفة أن يحدث بالانفلاق (Cleavage) كنتيجة لإجهاد الشد الموثر عموديا على المستويات البلورية ذات الارتباط الضعيف (مستويات الانفلاق). وعلى العكس في المواد الصلبة غير البلورية فإن نقص البنية البلورية يؤدي إلى صدع محاري (Conchoidal fracture)، مع تصدعات تكون عمودية على اتجاه الشد المطبق.
المقاومة النظرية للمواد البلورية هي 
{\displaystyle \sigma _{\mathrm {theoretical} }={\sqrt {\frac {E\gamma }{r_{o}}}}}
حيث: - 
{\displaystyle E} هو معامل يونغ للمادة.
{\displaystyle \gamma } هو طاقة السطح.
{\displaystyle r_{o}} هي مسافة التوازن بين المراكز الذرية.
ومن جهة أخرى فإن الشق يسبب تركزا للإجهاد يوصف كما يلي:
{\displaystyle \sigma _{\mathrm {elliptical\ crack} }=\sigma _{\mathrm {applied} }(1+2{\sqrt {\frac {a}{\rho }}})=2\sigma _{\mathrm {applied} }{\sqrt {\frac {a}{\rho }}}} (For sharp cracks)
حيث: - 
{\displaystyle \sigma _{\mathrm {applied} }} هو جهد التحميل،
{\displaystyle a} هو نصف طول الشق
{\displaystyle \rho } هو نصف قطر التقوس في رأس الشق.
بوضع هاتين المعادلتين مع بعضهما فإننا سنحصل على:
{\displaystyle \sigma _{\mathrm {fracture} }={\sqrt {\frac {E\gamma \rho }{4ar_{o}}}}.}
ونلاحظ أن الشقوق الحادة ({\displaystyle \rho } صغيرة) و العيوب الكبيرة ({\displaystyle a} كبيرة) ينقصان كلاهما مقاومة الانكسار للمادة.
وقد اكتشف العلماء حديثا الانكسار فوق الصوتي (Supersonic fracture)، وهي ظاهرة حركة الشق في المواد بسرعة تفوق سرعة الصوت.

### الانكسار المطيلي

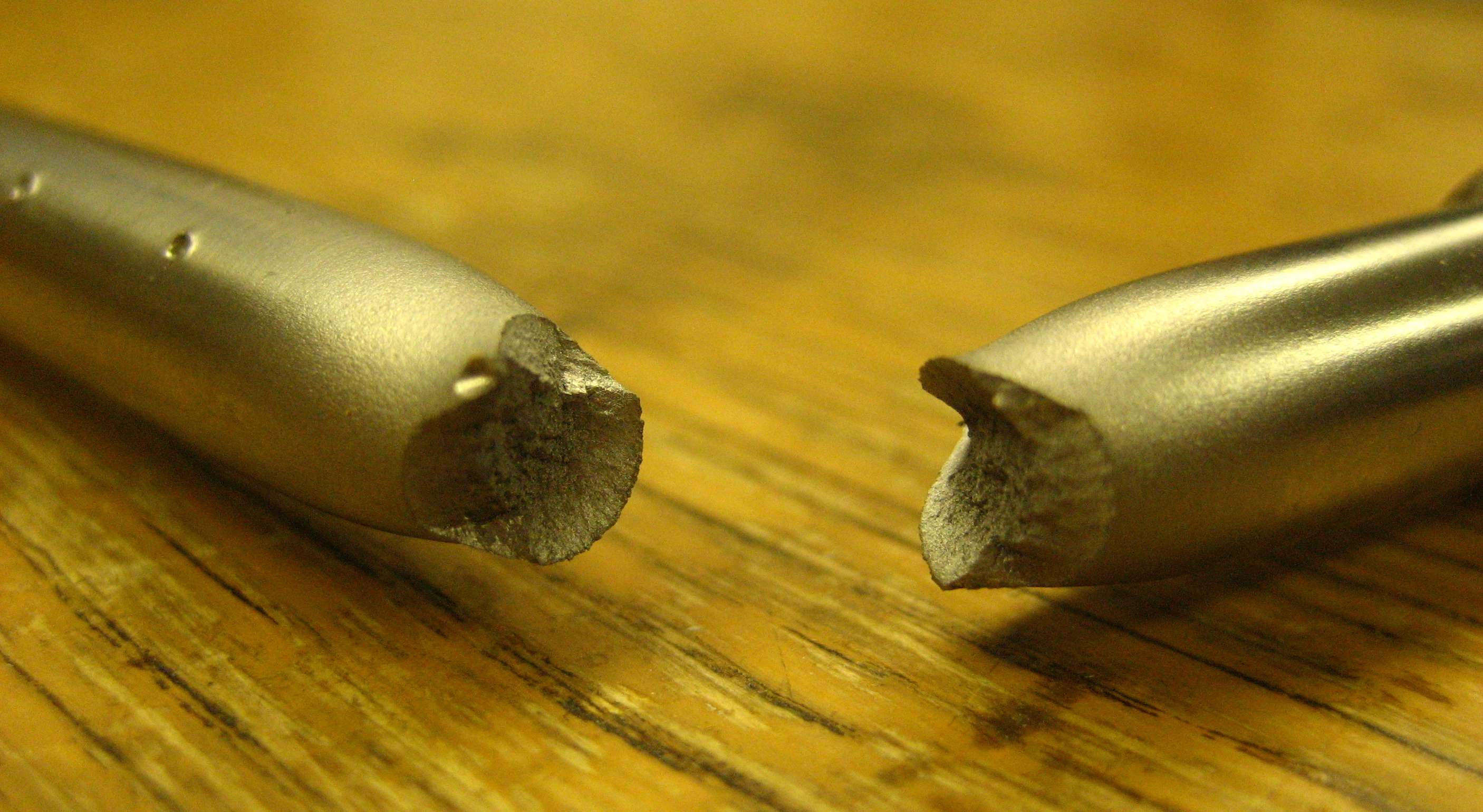
الانكسار المطليلي لعينة مشدودة محوريا.

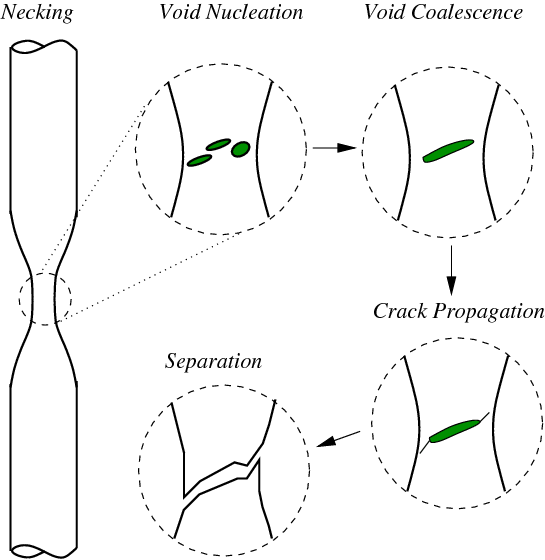
شكل توضيحي لخطوات الانكسار المطيلي

الانكسار المطيلي هو تشوه لدن ممتد يحدث قبل الانكسار. الكثير من المعادن المطيليلة، وخصوصا المواد عالية النقاوة، يمكن أن تتحمل تشوه كبيرة جدا حوالي 50-100 % أو تنفعل أكثر قبل الانكسار تحت شروط التحميل الملائمة والبيئة الملائمة. يرتبط الانفعال الذي يحدث عنده الانكسار بنقاوة المادة. فالحديد النقي عند درجة حرارة الغرفة ينفعل حتى 100 % قبل الانكسار، في حين أن حديد الزهر أو الفولاذ عالي الكربون يمكن أن ينفعل 3 % فقط.
وبما أن الانكسار المطيلي يتضمن درجة عالية من التشوه اللدن فإن سلوك الانكسار وانتشار الشق كما وصف في المعادلات السابقة يتغير كليا. فبعض الطاقة الناتجة عن تركز الإجهادات عند عنق الانكسار تضيع في التشوه اللدن قبل أن ينتشر الشق. 
إن الخطوات الأساسية لتشكل أصغر مقطع عرضي، وتشكل الفراغات، واتحاد الفراغات (وتسمى بتشكل الشق أيضا)، وانتشار الشق، والفشل، غالبا تنتج بتشكل سطح الانكسار ذو الشكل الكأسي.

## اقرأ أيضا
- كسر العظام
- ميكانيكا الانكسار
- متانة الانكسار (Fracture toughness)
- انهيار (خواص المواد)
- فشل بنيوي (السلامة الهيكلية والقصور)

## وصلات خارجية
- مخطط تشكل الانكسار المطيلي
- المتحف الافتراضي لفشل المواد
- الانكسار المطيلي